# IC 4599
IC 4599 ist ein Planetarischer Nebel im Skorpion (Sternbild) am Südsternhimmel. 
Entdeckt wurde das Objekt am 20. Juni 1903 von dem Astronom Royal Harwood Frost.